# Armand Jahan de Belleville
Pour les articles homonymes, voir Jahan et Belleville.
Armand Jahan de Belleville, né à Richelieu en Indre-et-Loire le 24 mars 1769 et mort à Richelieu le 19 décembre 1857, est un administrateur français.

## Biographie
Fils de Jean Baptiste Jahan, seigneur du Fourneau, sénéchal de Richelieu et subdélégué de la province de Touraine, et de Madeleine Jeanne Potier de La Richerie, il sert comme garde du corps du comte d'Artois de 1791 à 1800.
Il est nommé maire de Richelieu en 1812.
Sous-préfet de Civray le 23 août 1815, puis de Verdun le 5 mai 1816, il est préfet des Hautes-Pyrénées 10 février 1819 au 12 novembre 1828, puis de la Charente.
Il est décoré de l'ordre royal et militaire de Saint-Louis le 9 février 1815, de l'ordre de l'Aigle rouge de Prusse le 2 septembre 1817 et de l'ordre royal de la Légion d'honneur le 1er mai 1820.

## Sources
- Nicholas J. Richardson, The French Prefectoral Corps: 1814-1830, 1966